# Flaga Związku Socjalistycznych Republik Radzieckich
Flaga Związku Socjalistycznych Republik Radzieckich – jeden z symboli Związku Socjalistycznych Republik Radzieckich. Flaga została przyjęta w 1923.

## Symbolika
Flaga przedstawiała złoty wizerunek sierpa i młota – symbolu „jedności chłopów i robotników”, nad którym widnieje czerwona pięcioramienna gwiazda ze złotym obramowaniem. Czerwona gwiazda jest dodatkowym symbolem komunizmu. Nadano jej obramowanie, by była widoczna. Opisane symbole umieszczono w górnym rogu części czołowej flagi o kolorze czerwonym.

Konstrukcja flagi z 1955

## Historia
Czerwona flaga została po raz pierwszy użyta podczas Komuny Paryskiej i odtąd kolor ten był symbolem ruchu robotniczego, socjalistycznego oraz komunistycznego. Przyjęta została w 1923, natomiast sierp i młot były symbolami państwa od 1917. Na fladze ZSRR wzorowano symbole państwowe ChRL i Wietnamu oraz flagi organizacji komunistycznych.

## Galeria

Pierwsza wersja flagi ZSRR z 1923
Wzór flagi z lat 1923–1924
Wzór flagi z lat 1924–1936
Wzór flagi z lat 1936–1955
Wzór flagi z lat 1955–1980
Wzór flagi z lat 1980–1991